# Меоре Ецері
Меоре Ецері (груз. მეორე ეწერი) — село в Грузії.
За даними перепису населення 2014 року в селі проживає 256 осіб.